# Моноблок
Моноблок (греч. μονος — один) — тип исполнения техники,  несколько устройств в одном корпусе, применяется для уменьшения занимаемой оборудованием площади, упрощения сборки конечным пользователем, придания эстетического вида.

## Примеры применения
Радиола — объединяет в одном корпусе радиоприёмник и электрофон. Были соответственно и магниторадиолы - устройства, объединяющие магнитофон, электрофон и радиоприёмник в одном корпусе, и даже телерадиолы - соответственно помимо радиоприёмника и электрофона в корпус встроен телевизор.
«Видеодвойки» — гибрид телевизора и проигрывателя. До удешевления технологии цветных ЖК-дисплеев, плазменных панелей и DVD-проигрывателей это были кинескопные телевизоры со встроенным видеомагнитофоном, чаще всего стандарта VHS. В более современных моделях это ЖК или плазменный телевизор со встроенным CD/DVD/Blu-ray-проигрывателем.
Многофункциональное устройство (МФУ) — устройство, объединяющее в себе копировальный аппарат, принтер и сканер. Иногда к этим функциям добавляют факс, модем и телефон.
В холодильных устройствах — выполнены в виде единого блока, объединяющего компрессорно-конденсаторный агрегат и воздухоохладитель. То есть это единая «нерушимая» система, которая устанавливается на боковой панели холодильной камеры. Размещается моноблок на стенке холодильной камеры таким образом, что воздухоохладитель находится внутри камеры, а комрессорно-конденсаторный блок снаружи.
В аудиотехнике под моноблоком могут понимать одноканальный усилитель.
Конвертеры-моноблоки — применяются в спутниковом оборудовании, они позволяют ловить сигнал нескольких спутников.
Моноблоки в студийном освещении — самый распространённый вид импульсных вспышек. В корпусе вспышки находятся лампы, электрические схемы, система охлаждения и регулировки управления.
Корпус телефона — моноблок (классический) самый простой и достаточно удобный тип корпуса. Является одним из самых надёжных и безопасных.

## Моноблоки в компьютерных технологиях
Сегодня моноблоки (англ. All-in-one PC) представляют собой ЖК-монитор, сзади которого находится системный блок. В 70-х — 80-х годах прошлого столетия клавиатура также часто была в моноблоке, а системный блок находился ниже ЭЛТ-монитора. 
Применение моноблоков в компьютерных технологиях практикуется уже давно, хорошие примеры — это компьютер Apple II, выпускался в формате «печатная машинка», Apple Macintosh объединял в себе системный блок и монитор, и компьютер IBM PC 5150. Интерес к моноблокам почти пропал до появления ЖК-мониторов, малые размеры экрана и возможность компактно соединять производительную вычислительную технику позволили производить моноблочные компьютеры.
Достоинства — хорошая компактность, уменьшение количества проводов, простота установки, эстетичность.
Недостатки — цена выше, чем у обычного персонального компьютера с такими же параметрами, у многих моделей затруднены модернизация и ремонт.
Компании, изготавливающие моноблоки: Acer, Apple, Asus, Hewlett-Packard, Prestigio, Sony, MSI, Dell, Lenovo, Gateway, ICL, Kraftway, Samsung, Bilteh, Powercool